# Sultanatet Kilwa

Flagga.

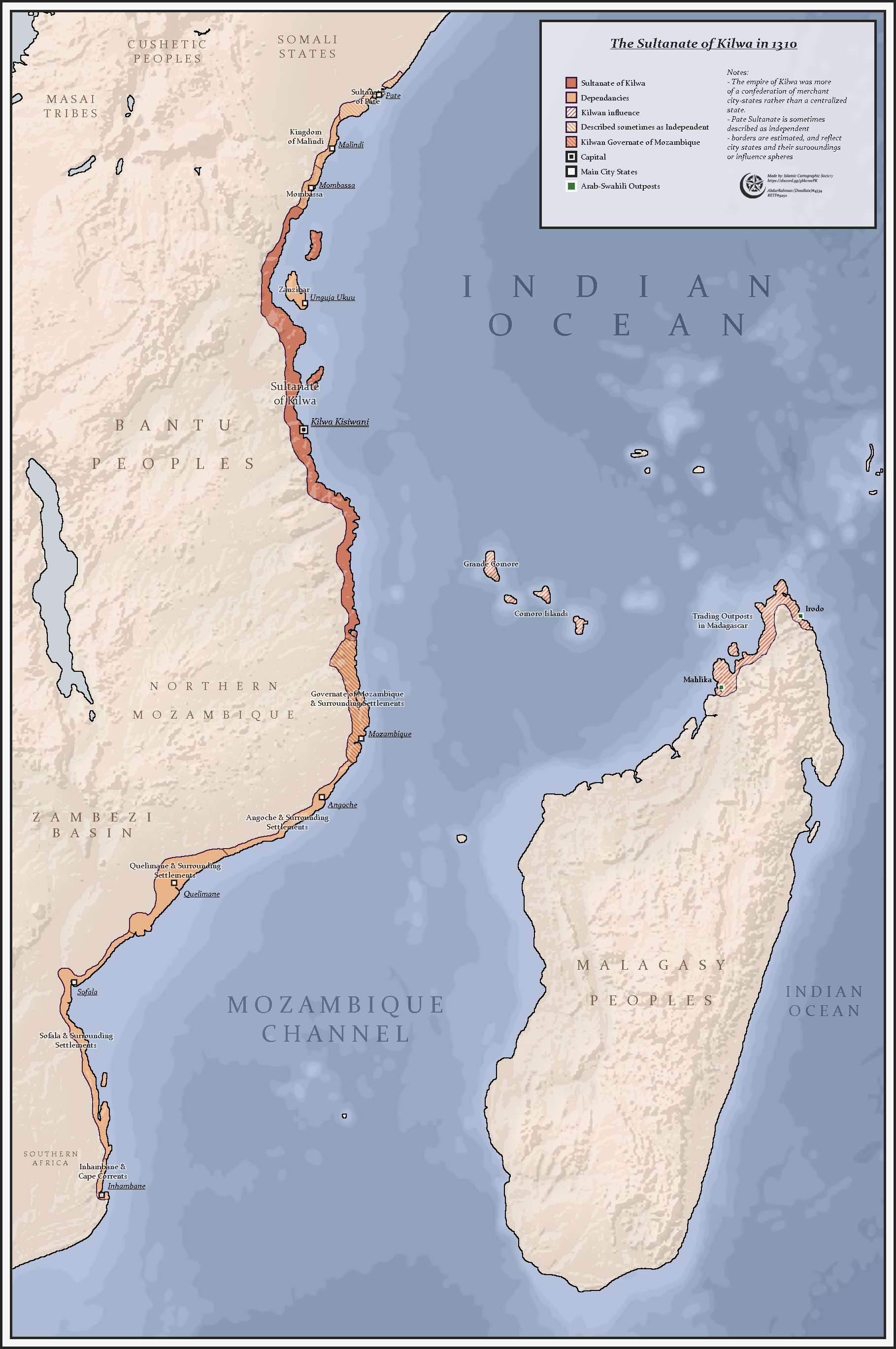
Sultanatet Kilwa, 1310.

Sultanatet Kilwa var en historisk monarki med centrum på ön Kilwa (i nuvarande Kilwadistriktet i Lindiregionen i Tanzania). Den existerade mellan 957 och 1513 och omfattade hela swahilikusten längs Tanzanias, Kenyas och Moçambiques kust. Staten bildades enligt legenden av den persiska prinsen Ali ibn al-Hassan Shirazi från Shiraz. Staten var länge ett centrum för slavhandeln på Indiska oceanen mellan Östafrika och Arabiska halvön. 